# Castillo de Santa Engracia
El castillo de Santa Engracia es el castillo del pueblo de Santa Engràcia, del antiguo término de Gurp. Desde 1970 está dentro del término municipal de Tremp en la provincia de Lérida.

## Historia
Fue uno de los seis castillos con que el conde Artau I de Pallars Sobirá dotó a su esposa, Lucía, hermana de la condesa Almodis de Barcelona. Corría el año 1057, y así el castillo fue entregado a los condes de Barcelona, Ramón Berenguer I y Almodis.
En 1484 el castillo fue reintegrado al condado, ya marquesado de Pallars, después de ser conquistado a Hug Roger III. Por ello permaneció en manos de los Duques de Cardona hasta la extinción de los señoríos.

## Descripción
Se conserva la parte inferior de una torre de planta circular. El diámetro interior es de cerca de medio metros, y la parte conservada alcanza los 3 metros en el lugar más alto. Al lado, se ven las trazas de un cuerpo de edificio amplio. Todo el conjunto está hecho con un aparato regular, pero no demasiado grande y no muy pulido, lo que hace pensar en una obra del siglo XI.